# Kepler-340b
Kepler-340b es un planeta extrasolar que forma parte de un sistema planetario formado por al menos dos planetas. Orbita la estrella denominada Kepler-340. Fue descubierto en el año 2014 por la sonda Kepler por medio de tránsito astronómico.